# Jean-Marc Mousson
Jean-Marc Mousson (ur. 17 lutego 1776 w St. Livres, Vaud, zm. 22 lipca 1861 w Zurychu) – szwajcarski polityk, pierwszy kanclerz federalny w latach 1803 do 1830.

## Życiorys
Urodził się 17 lutego 1776 w St. Livres w kantonie Vaud.
Reprezentował kanton Vaud. W 1803 został pierwszym kanclerzem federalnym Szwajcarii, urząd pełnił do 1830, kiedy to zastąpił go na stanowisku Josef Franz Karl Amrhyn.
Zmarł 22 lipca 1861 w Zurychu.